# Бурундуки (Чувашия)
Бурундуки́ (чув. Пӑрӑнтӑк) — деревня в Красноармейском муниципальном округе Чувашской Республики.

## География
Расстояние до Чебоксар 48 км, до районного центра — села Красноармейское — 20 км, до железнодорожной станции 31 км. Деревня расположена в правобережье реки Юплеме́шь (приток Большой Шатьмы).

## История
Деревня Бурундуки появилась в XVIII веке как выселок села Большая Шатьма. 
Жители до 1866 года — государственные крестьяне; занимались земледелием, животноводством, отхожими промыслами. В 1930 году образован колхоз «Красный Борднер». 

По состоянию на 1 мая 1981 года деревня Бурундуки — в составе совхоза «Мичуринец»:91.

### Административно-территориальная принадлежность
В составе: Тинсаринской волости (до 1894 года), Чувашско-Сорминской волости Ядринского уезда (до 1 октября 1927 года), Аликовского (до 1 марта 1935 года), Траковского (до 16 августа 1940 года), Красноармейского (до 20 декабря 1962 года), Цивильского (до 3 ноября 1965 года) районов. С 3 ноября 1965 года — вновь в составе Красноармейского района:136. 

Сельские советы: Двориковский (с 1 октября 1927 года), с 1 октября 1928 года — Большешатьминский:136.

## Название
Историческое название — Верхние Бурундуки (до 1922 года).

## Население
| 2010 | 2012 |
| ---- | ---- |
| 209  | ↘200 |

В 1859 году в околотке Верхние Бурундуки (при речке Епиглешь) села Большая Шатьма (Богоявленское, Тинсарино) насчитывалось 42 двора, 112 мужчин, 120 женщин, казённых крестьян.
Согласно переписи населения 1897 года в деревне Верхние Бурундуки 1-го Больше-Шатьминского общества Сорминской волости Ядринского уезда проживали 343 человека, чуваши.
В 1907 году население деревни Бурундуки Верхние Чувашско-Сорминской волости Ядринского уезда составляло 352 человека, чуваши.
По данным Всероссийской переписи населения 2002 года в деревне проживали 212 человек, преобладающая национальность — чуваши (100 %).

## Инфраструктура
Функционирует КФХ «Петров» (по состоянию на 2010 год). Имеется магазин.

## Памятники и памятные места
- Обелиск участникам Великой Отечественной войны 1941—1945 годов[10].

## Уроженцы
- Дмитриев Иван Дмитриевич (1916, Бурундуки — 2011, Санкт-Петербург) — советский лесовод, участник Великой Отечественной войны. До войны работал в лесном хозяйстве Чувашии, Ленинградской лесоустроительной конторе, после войны — начальником партии Ленинградского авиаотряда. Участвовал в различных экспедициях по устройству лесов Сахалина, Красноярского и Хабаровского краёв. С 1959 по 1984 годы доцент кафедры лесной таксации, лесоустройства и авиации Всесоюзного заочного лесотехнического института, Ленинградской лесотехнической академии им. С.М. Кирова, в 1965–1977 годах – декан лесохозяйственного факультета. Крупный специалист в области применения авиации в лесном хозяйстве, дешифрирования аэрофотоснимков и их применения в лесной таксации, лесоустроительном проектировании, мелиоративных изысканиях, пионер в преподавании аэрокосмических методов изучения лесов. Заслуженный лесовод Российской Федерации (2005), награждён орденом Отечественной войны 2-й степени, медалями[11].

## Прочее
В целях сохранения природного комплекса в естественном состоянии, сохранения и восстановления редких и исчезающих видов растений и животных, поддержания экологического баланса в 2006 году северо-западнее деревни создан государственный природный заказник «Бурундукский».